# Pedro Nolasco
Pedro Nolasco est un boxeur dominicain né le 2 février 1962 et mort le 15 septembre 1995 à La Romana.

## Carrière
Sa carrière de boxeur amateur est principalement marquée par une médaille de bronze remportée aux Jeux olympiques de Los Angeles en 1984 dans la catégorie des poids coqs et par deux médailles d'argent aux Jeux panaméricains de Caracas en 1983 (poids coqs) et de San Juan en 1979 (poids mouches).

## Parcours auxJeux olympiques
Jeux olympiques d'été de 1984 à Los Angeles (poids coqs) :
- Bat Ljubisa Simic (Yougoslavie) aux points
- Bat John Siryakibbe (Ouganda) aux points
- Bat John John Molina (Porto Rico) aux points
- Bat Moon Sung-kil (Corée du Sud) par arrêt de l'arrêt de l'arbitre au 1er round
- Perd contre Maurizio Stecca (Italie) aux points